# Mörttjärnen (Anundsjö socken, Ångermanland, 706155-157323)
Mörttjärnen är en sjö i Örnsköldsviks kommun i Ångermanland och ingår i Moälvens huvudavrinningsområde.